# Múleo

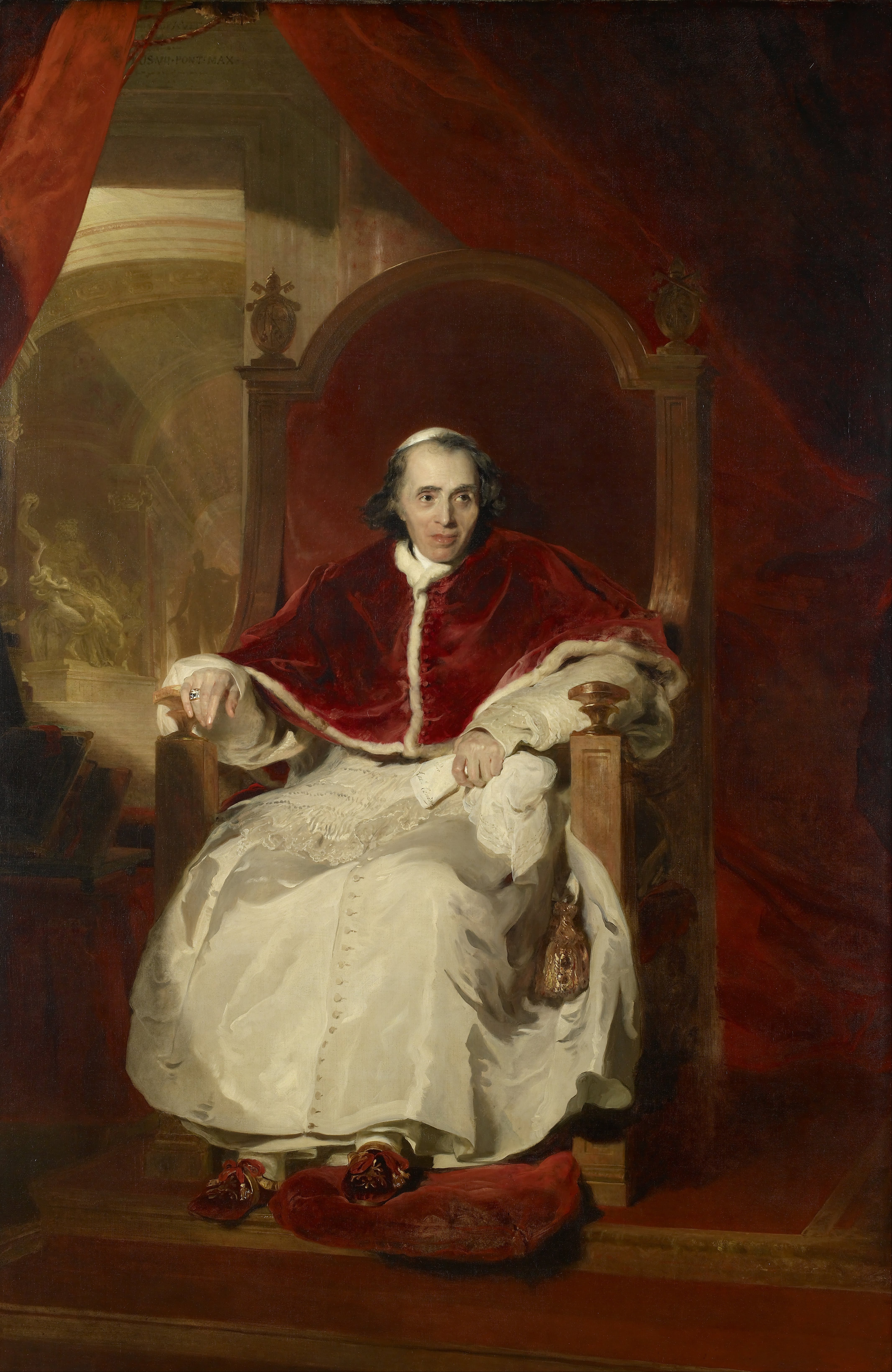
Pio VII com os seus múleos, poisados sobre uma almofada

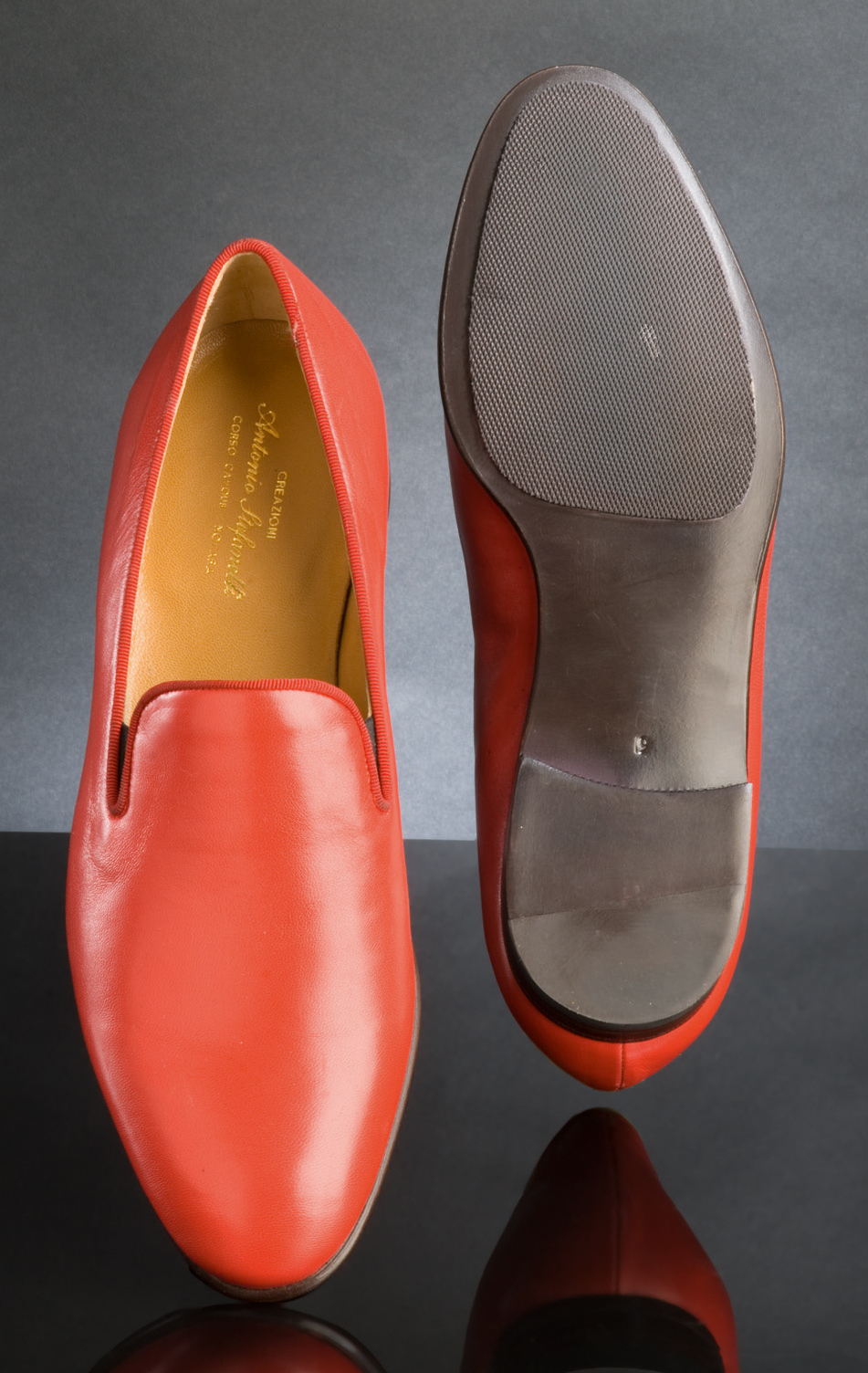
Sapatos papais vermelhos, em couro: manufacturados pelo sapateiro papal Adriano Stefanelli, estabelecido em Novara, usados pelo Papa Bento XVI — Colecção Philippi

Múleo tanto pode ser o calçado vermelho usado historicamente pelos patrícios e senadores romanos, durante a Antiguidade Clássica, ou os sapatos de couro vermelhos próprios dos papas.

## Etimologia
O substantivo «múleo» provém do latim Mulleus: de cor vermelha ou púrpura, que por sua vez deriva do étimo latino Mullus: ruivo (nome comum da espécie Lepidotrigla cavillone), um peixe marinho, natural do Mediterrâneo.
Embora haja alguma dissensão doutrinal entre historiadores, na medida em que há fontes (Festo) que aventam que o termo possa ter provido do étimo mullare (coser), a maioria da historiografia moderna toma o partido da tese proposta pelo arqueólogo francês Léon Heuzey, que sustentava ser morfologicamente mais plausível que provenha de Mullus, por alusão à cor do peixe.

## Roma Antiga

### Descrição
Na Roma antiga, os múleos eram o calçado de coiro vermelho e tacão (mulleus calceus ou calceus patricius ou simplesmente mulleus) — tipo borzeguim ou coturno — usados pelos patrícios e pelos senadores que tivessem exercido alguma magistratura curul, ou seja, de primeira ordem.
Em todo o caso, crê-se que o tacão dos múleos não seria tão alto como o dos coturnos.
Neste tipo de calçado, o coiro passava por trás do calcanhar, onde se encontravam pequenos granchos, que permitiam prender e apertar as quatro tiras de coiro negro, que cingiam a barriga da perna, à guisa de sandálias ou coturnos. No lado de fora dos múleos, na zona do tornozelo, por vezes figurava um ornamento de marfim ou prata, em forma de crescente, a chamada lúnula ou luna, que se afixava às tiras negras.
Embora tenha havido alguns autores que aventaram que a lúnula se poderia tratar de uma alusão aos primeiros cem senadores escolhidos por Rómulo (por alusão à letra C, que significa «cem» em numeração romana, e que se assemelha graficamente a um crescente), a historiografia moderna, porém, entende que a lúnula seria mais plausivelmente uma espécie de amuleto, à guisa da bulla.

### História e uso
De acordo com Festo, que cita um trecho dos escritos de Catão, para se fundamentar, os múleos antes de se tornarem parte da indumentária dos patrícios, eram insígnias usadas pelos reis de Alba e pelos reis Romanos.
Originalmente, afigurava-se como parte do traje envergado em meios mais palaciano, tendo ulteriormente passado também a ser usado por generais, em ocasiões especiais, como os triunfos. Com efeito, por ocasião da dedicação de Gaio Márcio do templo erigido em homenagem à Honra e à Virtude dos despojos Címbrios, o sobredito general calçou múleos.
Excepcionalmente, os múleos também foram usados por personagens históricas que não eram, nem patrícios, nem magistrados. Conta-se o caso de Quintiliano, que, no séc. II d.C., foi agraciado com o privilégio de os usar, apesar de não ser nem patrício, nem magistrado. O mesmo tendo acontecido a Vécio Crispino que, quando ainda era criança, obteve este privilégio.

## Uso Papal
A cor vermelha dos múleos papais simboliza o sangue dos mártires e a completa submissão do papa à autoridade de Jesus Cristo. 
Os múleos papais são sempre feitos à mão, com cetim, veludo ou couro vermelhos; os cadarços, quando presentes, são de ouro e as solas feitas do couro. Assim como os nobres, o papa também usava calçados distintos, quando em ambiente interno ou externo. No primeiro caso, os calçados eram feitos de veludo ou seda vermelhos, decorados com galões e uma cruz de ouro na pala. Ao ar livre, os papas usavam sapatos vermelhos lisos, feitos com couro do Marrocos, mas, também, com a cruz de ouro na pala, por vezes ornada com rubis. Primitivamente, esta cruz era grande, atingindo as bordas do sapato. No século VIII, suas extremidades foram encurtadas. Quando este calçado era feito com uma sola muito fina, era chamado pantofola levis.

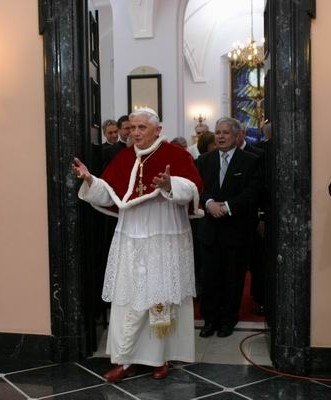
Papa Bento XVI usando múleos.

O chapéu papal (chamado saturno), o manto (chamado tabarro), a murça ou mozeta, a estola pontifícia, o camauro e os múleos, são os únicos trajes papais vermelhos que restaram. Desde Pio V, os papas têm usado indumentárias quase que exclusivamente brancas. Durante a oitava da Páscoa, no lugar da murça vermelha, os papas servem-se de uma mozeta de cetim adamascado branco e, antigamente, usavam sapatos brancos durante esta semana. Em 1958, o Papa João XXIII acrescentou fivelas de ouro aos seus múleos, ficando então muito parecidos aos sapatos que os cardeais usavam, fora de Roma. O Papa Paulo VI retirou a cruz de ouro dos múleos e aboliu a cerimónia do beija-pés. Giácomo Casanova escreveu sobre sua experiência numa destas cerimónias de beija-pés na sua obra "Histoire de miliampère vie".
Contudo, Paulo VI manteve a fivela nos seus sapatos, tal qual como pôde ser visto na sua histórica visita a Jerusalém, em 1964. Em 1969, Paulo VI aboliu as fivelas de todos os sapatos eclesiásticos, que eram, até então, obrigatórias na corte papal e para todos os prelados. Também abandonou o uso dos sapatos de veludo e a murça e os sapatos pascais. Desde então os papas têm usado múleos vermelhos lisos. João Paulo II alternou o uso de múleos de tons vermelho sangue com outros de vermelho mais escurecido, sendo que os seus sapatos eram todos confecionados na Polónia. O Papa Bento XVI usou sempre os múleos vermelhos tradicionais. Já o Papa Francisco optou por não usar os múleos, usando sapatos inteiramente pretos.